# Cansu Dere
Cansu Dere (Ankara, Turska, 14. listopada 1980.) turska je glumica, bivša manekenka i Miss ljepote.

## Životopis
Cansu se školovala u Izmiru, a završila je i Sveučilište za arheologiju u Istanbulu. 

## Karijera
Bila je Miss Turske 2000., no turska vlada joj je zabranila odlazak na finalni izbor, jer se održavao na Cipru u grčkom dijelu Nikozije. Kao model, nosila je revije najpoznatijih turskih modnih dizajnera kao što su Hakan Yildirim, Cengiz Abazoglu, Umit Unal, Arzu Kaprol i Ozlem Suer, a nastupila je i na nekoliko modnih revija u Parizu 2002. i 2003. godine.
U glumačkoj karijeri ostvarila je nekoliko protagonističkih uloga u serijama Sila, Palače i Ezel.

## Filmografija
| Godina        | Naslov                 | Uloga              | Vrsta               |
| ------------- | ---------------------- | ------------------ | ------------------- |
| 2002.         | Muhteris Ruhlar        | Duru               | -                   |
| 2003.         | Alacakaranlık          | Irmak Bozoğlu      | serija              |
| 2004.         | Avrupa Yakası          | Cansu Dere         | serija              |
| 2004.         | Palače                 | Nazan              | serija              |
| 2005.         | Jesenska vatra         | Ceylan             | serija              |
| 2006.         | Praćenje               | -                  | horor               |
| 2006.         | Kabuslar Evi:Takip     | Köylü Esma         | film                |
| 2006. – 2008. | Sila                   | Sila Genco         | serija              |
| 2007.         | Beyaz show             | Cansu Dere         | serija              |
| 2007.         | Son Osmanlı Yandım Ali | Defne              | film                |
| 2009.         | Gorka ljubav           | Oya Yilmaz Ataoglu | drama               |
| 2009. – 2011. | Ezel                   | Eyşan Atay         | serija              |
| 2009.         | Altın Kızlar           | Cansu Dere         | serija              |
| 2010.         | Yahşi Batı             | Mary Lou           | vestern-komedija    |
| 2012.         | Sulejman Veličanstveni | Firuze             | televizijska serija |
| 2016. – 2017. | Anne (TV serija)       | Zeynep Güneş       | televizijska serija |
| 2019.         | Ferhat ile Şirin       | Banu Karalı        | televizijska serija |
| 2020. – 2022. | Sadakatsiz             | Asya Yılmaz        | televizijska serija |